# Fausto Iza Iturbe
Fausto Iza Iturbe (Igorre, 7 de setembre de 1931) va ser un ciclista basc que fou professional entre 1956 i 1961. El seu principal èxit esportiu fou una victòria d'etapa a la Volta a Espanya de 1958.

## Palmarès
- 1957
  - 1r a Bergara
- 1958
  - 1r al Circuit de Getxo
  - Vencedor d'una etapa a la Volta a Espanya
  - Vencedor d'una etapa a la Bicicleta Eibarresa
- 1960
  - Vencedor d'una etapa a la Volta a Andalusia
  - Vencedor d'una etapa al Circuito Montañés

### Resultats a la Volta a Espanya
- 1958. 31è de la classificació general. Vencedor d'una etapa
- 1960. Abandona